# Encopella tenuifolia
Encopella tenuifolia là một loài thực vật có hoa trong họ Mã đề. Loài này được (Griseb.) Pennell mô tả khoa học đầu tiên năm 1920.